# Melnytsia-Podilska
Melnytsia-Podilska (en ukrainien : Мельниця-Подільська ; en polonais : Mielnica Podolska) est une commune urbaine de l'oblast de Ternopil, en Ukraine. Elle compte 3 643 habitants en 2021.

## Géographie
La localité se situe dans l'ouest de la région historique de Podolie, à 25 kilomètres au sud de la ville Borchtchiv. Le Dniestr coule à l'ouest.

## Histoire
La première mention de la ville remonte à l'année 1373. En 1747, elle obtient des privilèges urbains selon le droit de Magdebourg. 
Mielnica faisait partie du royaume de Pologne jusqu'en 1569, puis de la voïvodie de Podolie au sein de la république des Deux Nations. Après le premier partage de la Pologne en 1772, la région est rattachée au royaume de Galicie et de Lodomérie, pays intégré à la monarchie de Habsbourg. Après la Première Guerre mondiale et la dissolution de l'Autriche-Hongrie, elle revint à la république de Pologne et fut incorporée dans la voïvodie de Tarnopol.
Avec le début de la Seconde Guerre mondiale en 1939, la localité est occupée par les troupes soviétiques. Après l'invasion de l'armée allemande (Wehrmacht) au cours de l'opération Barbarossa en 1941, elle était incorporée dans district de Galicie jusqu'en août 1944. Depuis la fin de la guerre, Melnytsia faisait partie de la république socialiste soviétique d'Ukraine.